# Piramide van Oenas
De Piramide van Oenas is de piramide die farao Oenas uit de 5e dynastie liet optrekken in Saqqara.

## Bouwgeschiedenis

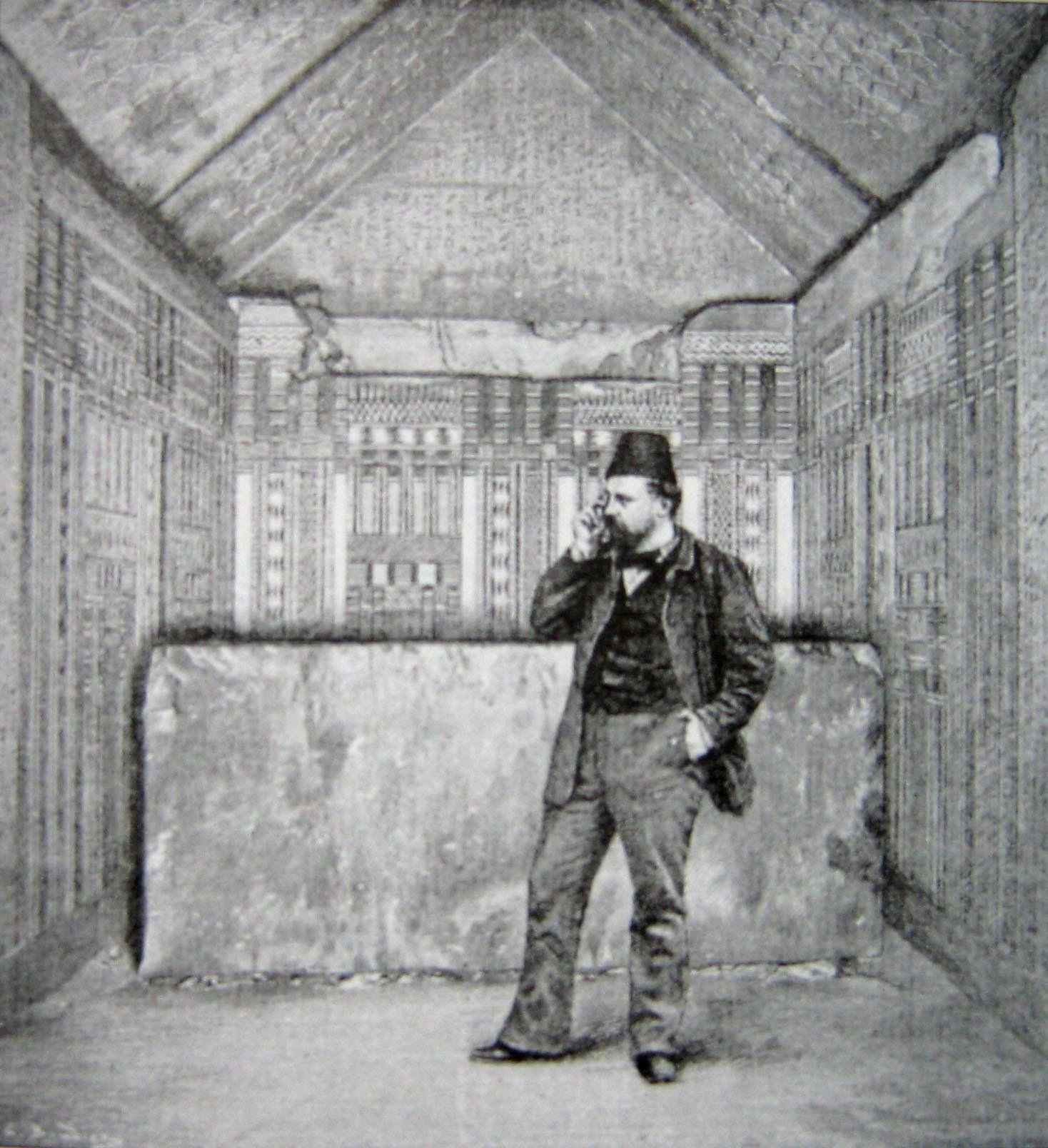
Gaston Maspero in de grafkamer van Oenas
(1881)

De Piramide van Oenas was in de oudheid al erg vervallen, maar werd in de oudheid al voor een eerste keer hersteld door de hogepriester van Ptah, Chaemwaset. Deze liet de piramide restaureren en bracht de naam van Oenas weer op het monument aan. De piramide was al bezocht door John Shae Perring en Karl Richard Lepsius in de 19e eeuw, maar het zijn de Italiaanse archeologen Gaston Maspero en Alessandro Barsanti die de eerste grondige onderzoeken deden. In de 20e eeuw werd het complex verder onderzocht door Cecil Firth en Jean-Phillipe Lauer.

## Architectuur

### Daltempel
De daltempel is zoals de meeste tempels zeer slecht bewaard en de meeste stenen werden herbruikt in andere monumenten. Oorspronkelijk lag er waarschijnlijk een kaai en haven naast.

### Processieweg
De processieweg is nog gedeeltelijk bewaard gebleven. De processieweg ligt ten oosten van de piramide en loopt niet helemaal recht, maar maakt twee zijsprongen om bouwtechnische redenen. In totaal was ze 666 meter lang. De processieweg is gedeeltelijk geplaveid met materiaal uit oudere gebouwen.

### Dodentempel
De dodentempel in het oosten is zwaar beschadigd. Het plan van de dodentempel is erg gelijkend op die van Djedkare Isesi. Via de processieweg kwam men eerst in een vestibule die daarna uitgaf op een centraal binnenhof met daarachter de eigenlijke tempel. 

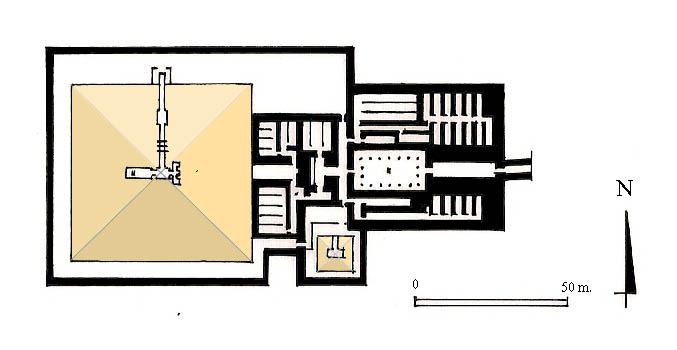
Plan van het piramidecomplex

### Piramide

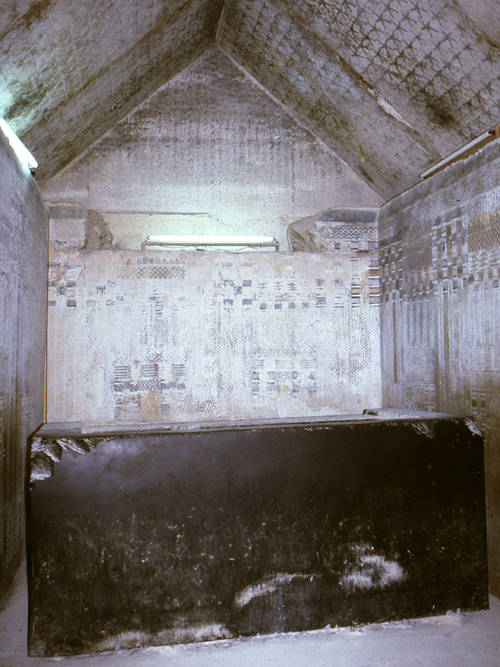
Grafkamer van de piramide met sarcofaag

De piramide heette in de oudheid 'Volmaakt zijn de verblijven van Oenas' en ze had een oorspronkelijke hoogte van 43 meter en de zijden waren 57,5 meter lang. De piramide is vrij zwaar beschadigd en enkel de kalkstenenbekleding aan de zuidkant is bewaard. De ingang van de piramide ligt zoals gewoonlijk in het noorden en via twee gangen komt men in het onderaardse complex. Er is een antichambre die uitgaf op enerzijds een kapel in het oosten en de grafkamer in het westen. De kamers zijn versierd met teksten en sterren aan het plafond. De piramide van Oenas is de eerste piramide waar inscripties op voorkomen. Deze piramideteksten moeten verticaal gelezen worden en bevatten religieuze en magische formules. In de grafkamer stond de sarcofaag die uitgehakt werd uit een blok zwarte zandsteen. Binnen in lagen enkele menselijke resten, maar het is niet zeker als het om farao Oenas gaat.

### Bijpiramide
Ten zuidwesten van de piramide stond de cultuspiramide. 

### Andere graven
Bij het piramidecomplex zijn nog verschillende andere graven ontdekt
- Ten zuidwesten van de piramide ligt een schacht die toegang gaf tot drie Perziche graven. De graven behoorden toe aan Psamtik (medicus), Pediese (leider van de koninklijke wevers) en Djenheboe (hoofd van de koningsvloot) die leefden onder farao Amasis.
- Ten zuiden van de dodentempel ligt een diepe schacht voor generaal Amen-Tefnackht uit de 26e dynastie.
- Vlak bij de tempel ligt greppel die naar een complex onder de tempel uitgeeft. Daar ligt farao Hotepsechemoei en mogelijk ook Raneb uit de 2e dynastie begraven.
- De mastaba's van de koninginnen Chenoet en Nebet, de echtgenotes van Oenas.

## Galerij

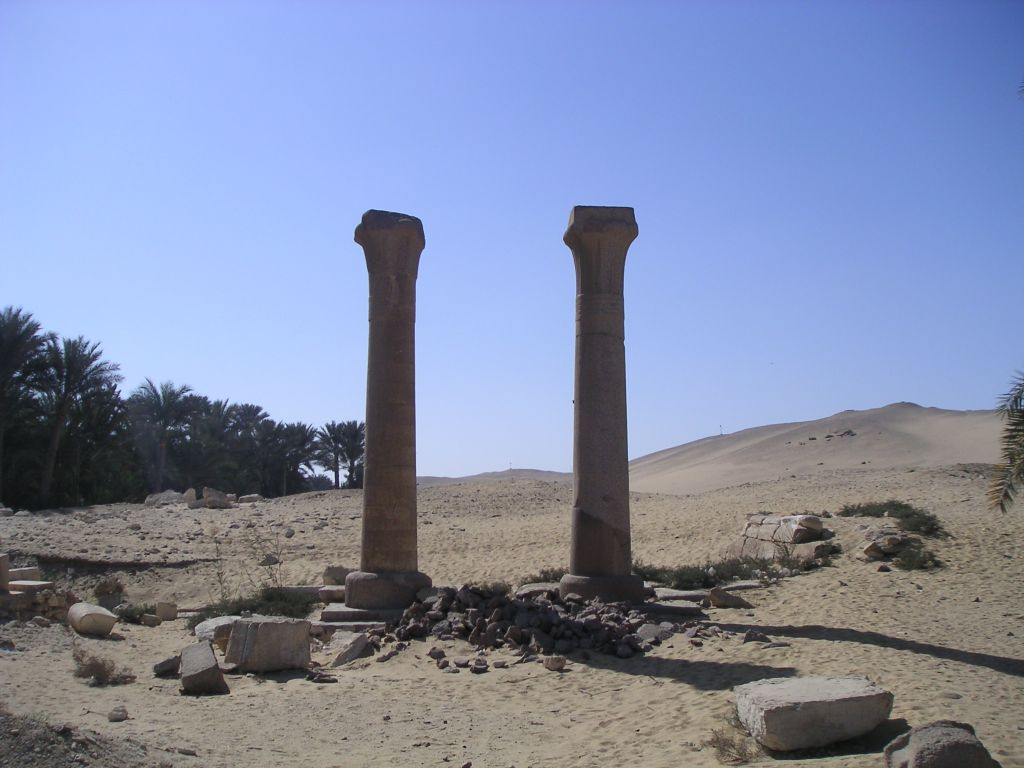
Enkele zuilen van de vroegere daltempel van Oenas
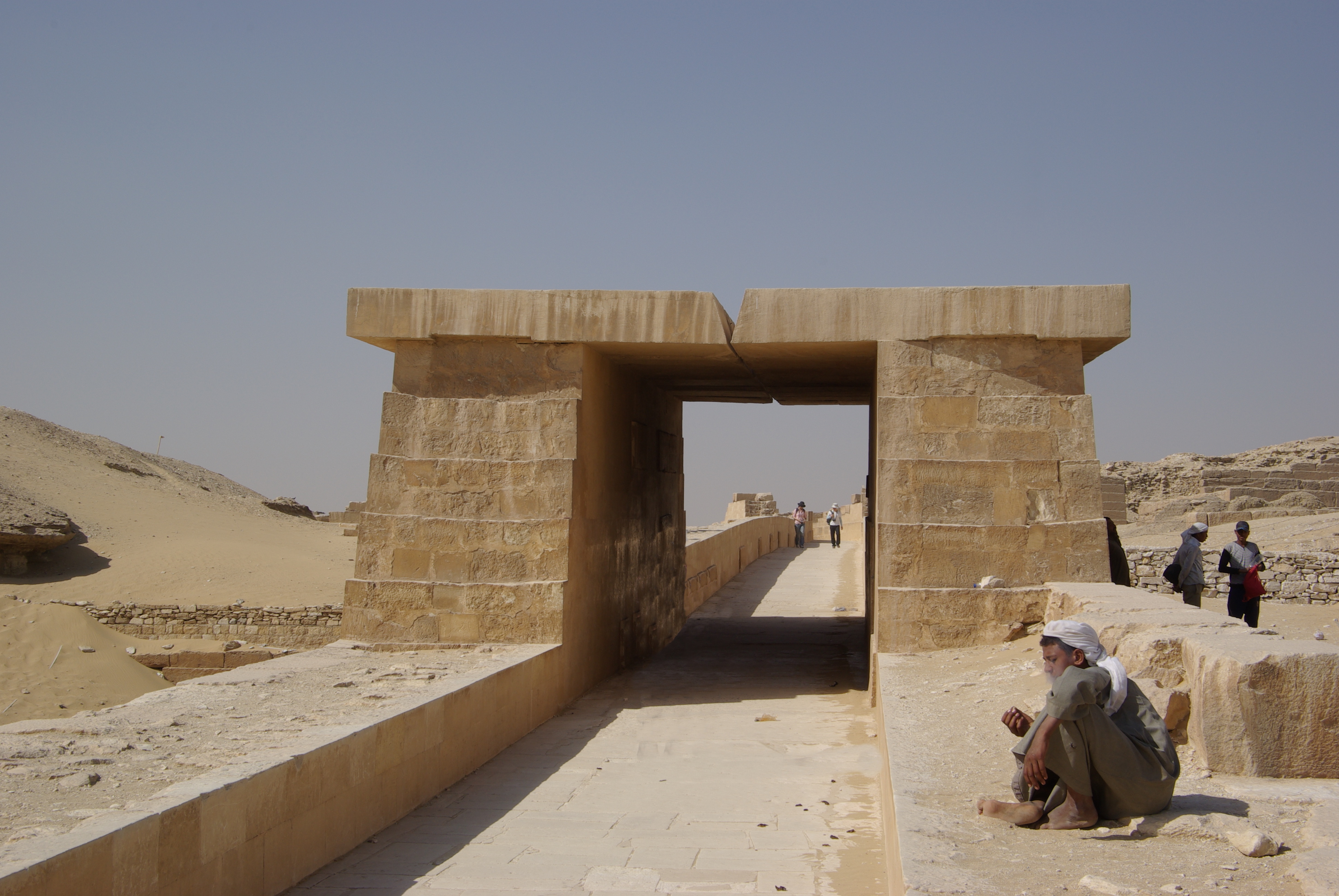
De gerestaureerde processieweg
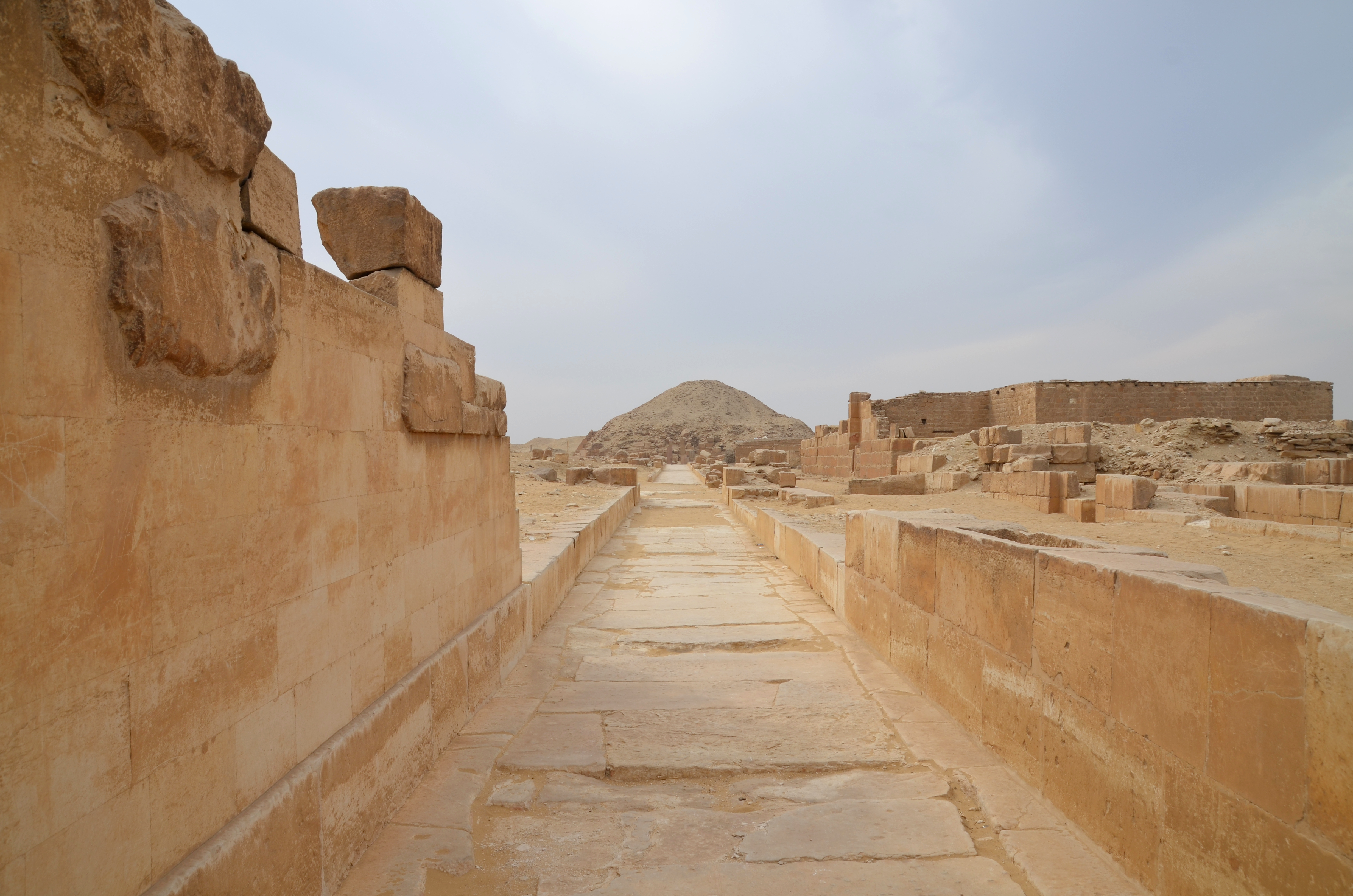
Overblijfsels van de dodentempel
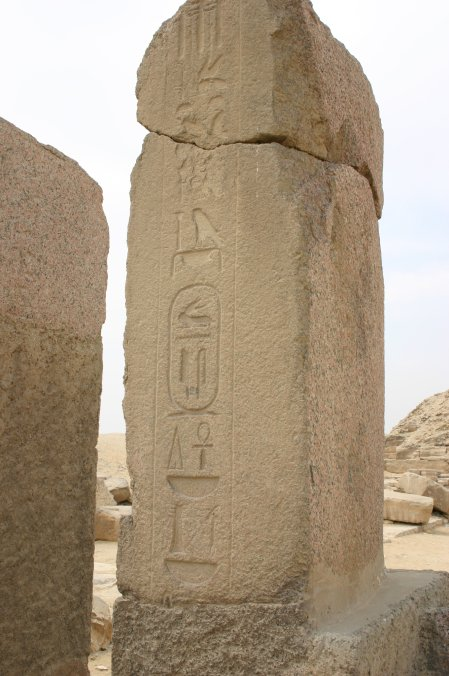
Stele met cartouche van farao Oenas
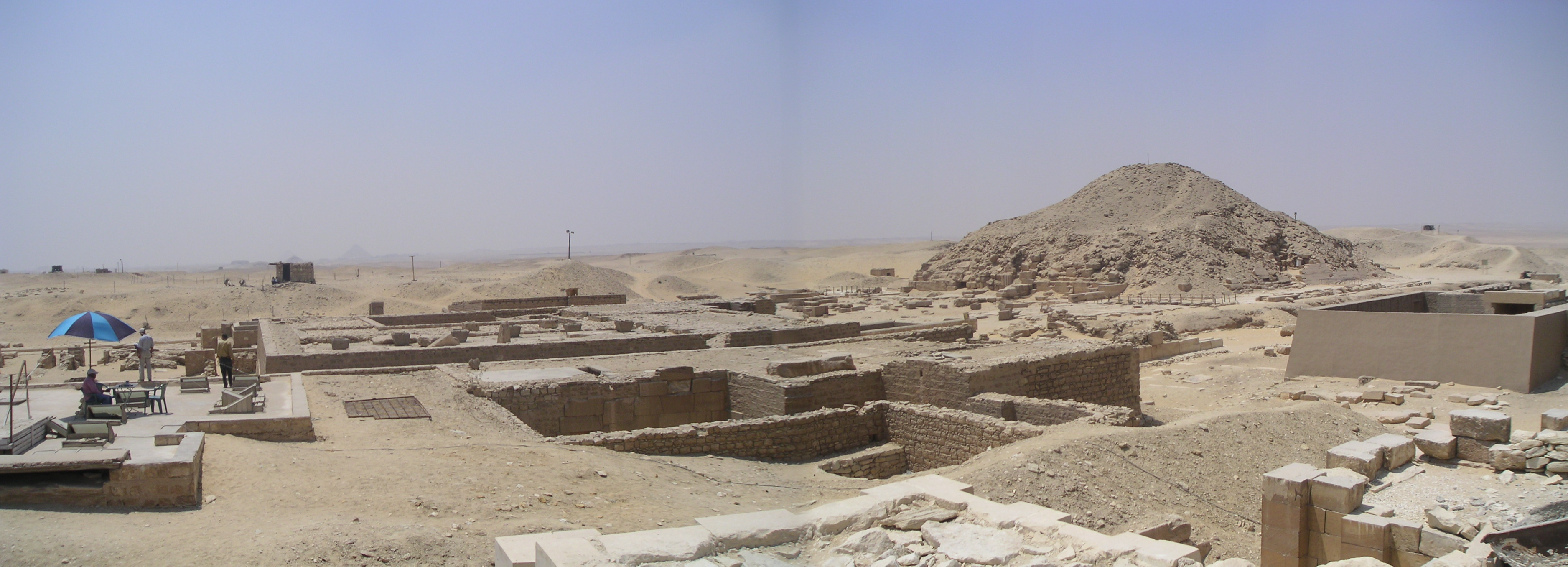
Panorama
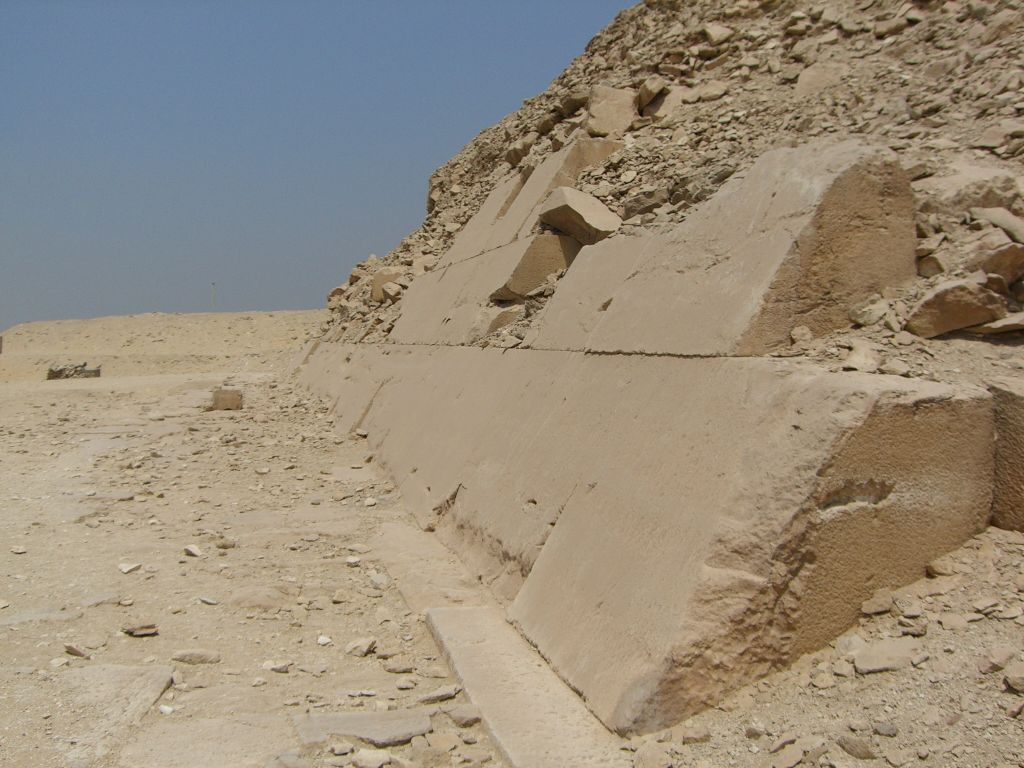
Zuidelijke zijde van de piramide met deel van de oorspronkelijke bekleding
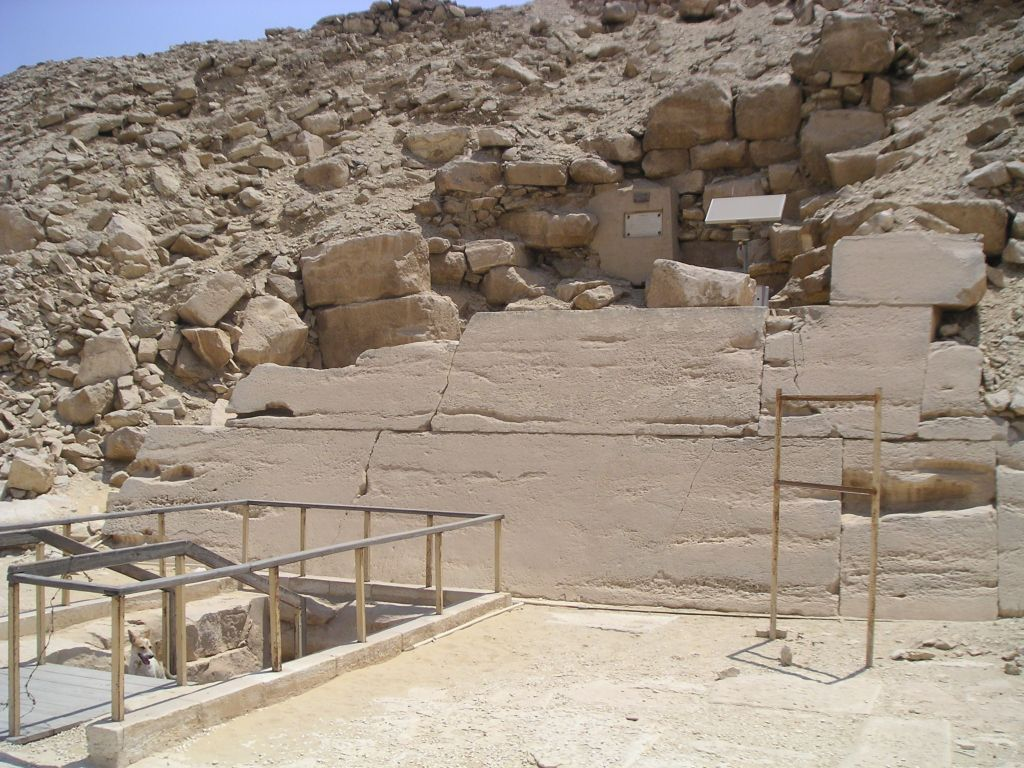
Noordelijke zijde met de ingang van het graf